# 丹·加祖里奇
丹·加祖里奇（荷蘭語：Daniel Gadzuric，1978年2月2日—），荷兰篮球运动员，曾效力于美国NBA联盟。他在2002年的NBA选秀中第2轮第34顺位被密尔沃基雄鹿选中。

## 外部連結
- 丹·加祖里奇在fiba.basketball（英语）
- 丹·加祖里奇在archive.fiba.com（存檔）（英语）
- 丹·加祖里奇在NBA官網（英语）
- 丹·加祖里奇在NBA G聯盟官網（英语）
- 丹·加祖里奇在Basketball-Reference.com（NBA）（英语）
- 丹·加祖里奇在Basketball-Reference.com（NBA G聯盟）（英语）
- 丹·加祖里奇在Sports-Reference.com（NCAA）（英语）
- 丹·加祖里奇在Eurobasket.com（球員）（英语）
- 丹·加祖里奇在Proballers（英语）
- 丹·加祖里奇在RealGM（英语）